# Aspilobapta
Aspilobapta là một chi bướm đêm thuộc họ Geometridae.

## Các loài
- Aspilobapta sylvicola Djakonov, 1952